# Saint-Igeaux
Saint-Igeaux (tiếng Breton: Sant-Ijo) là một commune in the Côtes-d'Armor departement in Bretagne in northwestern Pháp.